# Maratona aquática no Campeonato Mundial de Esportes Aquáticos de 2011 - 5 km por equipe
A prova por equipe da maratona aquática no Campeonato Mundial de Esportes Aquáticos de 2011 foi realizada no dia 21 de julho na praia de Jinshan, distrito de Xangai. A prova foi composta por três integrantes sendo  dois homens e uma  mulher, cada um nadou 5 km.

## Medalhistas
| Ouro                                                          | Prata                                                  | Bronze                                                   |
| Estados Unidos · Andrew Gemmell · Sean Ryan · Ashley Twichell | Austrália · Melissa Gorman · Rhys Mainstone · Ky Hurst | Alemanha · Jan Wolfgarten · Thomas Lurz · Isabelle Härle |

## Resultados
Estes foram os resultados da prova. 
| Pos.              | Nadadores                                                                    | Nacionalidade  | Tempo     |
| ----------------- | ---------------------------------------------------------------------------- | -------------- | --------- |
| Medalha de ouro   | Andrew Gemmell Sean Ryan Ashley Twichell                                     | Estados Unidos | 57:00.6   |
| Medalha de prata  | Melissa Gorman Rhys Mainstone Ky Hurst                                       | Austrália      | 57:01.8   |
| Medalha de bronze | Jan Wolfgarten Thomas Lurz Isabelle Härle                                    | Alemanha       | 57:44.2   |
| 4                 | Nicola Bolzonello Rachele Bruni Luca Ferretti                                | Itália         | 58:00.5   |
| 5                 | Sergey Bolshakov Evgeny Drattsev Ekaterina Seliverstova                      | Rússia         | 58:32.7   |
| 6                 | Marianna Lymperta Antonios Fokaidis Spyridon Gianniotis                      | Grécia         | 59:22.8   |
| 7                 | Ophelie Aspord Damien Cattin Vidal Sebastien Fraysse                         | França         | 1:00:27.3 |
| 8                 | Fang Yanqiao Xu Wenchao Zhang Zibin                                          | China          | 1:01:02.2 |
| 9                 | Guillermo Bertola Cecilia Biagoli Gabriel Villagoiz                          | Argentina      | 1:01:34.2 |
| 10                | Zsofi Balazs Aimeson King Richard Weingerber                                 | Canadá         | 1:02:08.7 |
| 11                | Erwin Maldonado Angel Moreira Yanel Pinto                                    | Venezuela      | 1:02:32.0 |
| 12                | Zaira Cardenas Hernandez Alejandra Gonzalez Lara Luis Ricardo Escobar Torres | México         | 1:03:23.9 |
| 13                | Chan Fiona On Yi Natasha Tang Yuen Marcus Yat Ho                             | Hong Kong      | 1:04:53.4 |
| 14                | Mazen Mohamed Aziz Islam Mohsen Laila El Basiouny                            | Egito          | 1:06:03.4 |
| –                 | Natalie du Toit Chad Ho Troy Prinsloo                                        | África do Sul  | DNS       |

Legenda
| Recorde mundial       | Recorde mundial (World record)               |                       | Recorde africano                      | Recorde africano (African) |                                           | Q | Classificado por posição (Qualified) |
| Recorde do campeonato | Recorde do campeonato (Championship record)  | Recorde da América    | Recorde da América (Americas)         | q                          | Classificado por melhor tempo (Qualified) |   |                                      |
| Melhor marca do ano   | Melhor marca do ano (World leading)          | Recorde asiático      | Recorde asiático (Asian)              | DNS                        | Não largou (Did not start)                |   |                                      |
| Recorde nacional      | Recorde nacional (National record)           | Recorde europeu       | Recorde europeu (European)            | DNF                        | Não terminou (Did not finish)             |   |                                      |
| Recorde pessoal       | Recorde pessoal do atleta (Personal best)    | Recorde da Oceania    | Recorde da Oceania (Oceania)          | DSQ / DQ                   | Desclassificado (Disqualified)            |   |                                      |
| Recorde da temporada  | Recorde da temporada do atleta (Season best) | Recorde sul-americano | Recorde sul-americano (South America) | NM                         | Sem marca (No mark)                       |   |                                      |